# Jules Barbey d'Aurevilly
Jules Amédée Barbey d'Aurevilly (Saint-Sauveur-le-Vicomte, 2 de noviembre de 1808 - París, 23 de abril de 1889) fue un escritor y periodista francés. Barbey fue un personaje imprescindible del mundo literario de su época, inspiró en gran medida a Georges Bernanos y a Léon Bloy gracias a escritos fascinantes como Las diabólicas, Le Chevalier Des Touches y Un prêtre marié. Amante de lo dandi, los duelos y los artículos feroces y novelas melodramáticas con tramas de lo demoníaco que eran, según él, el mejor camino hacia el conocimiento de Dios.

## Biografía
Hijo de una familia monárquica normanda, cuya ascensión social se vio truncada por la Revolución francesa, creció en un ambiente inmerso en la nostalgia por el entorno realista y jansenista. Estudia en el Collège Stanislas de París y Derecho en Universidad de Caen. En 1883, vuelve a París, donde trabaja como periodista. 
Es un miembro del Romanticismo tardío, después de una primera época en la que mezcla catolicismo, dandismo (es legendaria su indumentaria) e incluso satanismo, se reconvierte al catolicismo más férreo y funda la Sociedad católica.
Escribe relatos y colabora como crítico literario en el periódico Constitucionnel en 1845.
Desde allí defenderá a Balzac y Baudelaire en 1857, sin embargo ataca Los miserables de Victor Hugo en 1862. En 1871, se alista a la Guardia nacional.
Su obra más conocida es Las Diabólicas (Les diaboliques) (1874), una colección de seis relatos, historias de pasiones y crímenes, en los que las mujeres tienen un papel central.
Otras obras son: La hechizada (L'Ensorcelée) (1854) y Un cura casado (1865).
Escribió unos 1300 artículos sobre temas literarios, reunidos en Las obras y los hombres del siglo XIX, caracterizados por la agudeza y la brillantez, poseído de una gran capacidad para sorprender. Se le conoció como el «Condestable de las letras francesas».
Escribió un poema, Le Cid Campeador, que sirvió de inspiración para Cosas del Cid, de Rubén Darío:

Cuenta Barbey, en versos que valen bien su prosa,
una hazaña del Cid, fresca como una rosa,,
pura como una perla. [...]